# Aegyptobia perscia
Aegyptobia perscia är en spindeldjursart som beskrevs av Khosrowshahi och Arbabi 1997. Aegyptobia perscia ingår i släktet Aegyptobia och familjen Tenuipalpidae. Inga underarter finns listade i Catalogue of Life.